# François Jean Werlé
François Jean Werlé, né le 6 septembre 1763 à Soultz-Haut-Rhin et mort le 16 mai 1811 à La Albuera, est un général de brigade français du Premier Empire, tué lors de la bataille d'Albuera.

## Carrière
Il commence sa carrière en 1791 en tant que lieutenant au 1er bataillon de volontaires du Haut-Rhin, il est ensuite nommé en 1792 capitaine, il passe alors à la 177e demi-brigade de l'armée de la Moselle. Il devient chef de bataillon en 1797 et aide de camp du général Lefebvre. En 1800, il passe sous les ordres de Soult dans l'armée d'Italie puis en 1804 il accède au rang de général de brigade à la 2e division militaire de l'armée du Hanovre, il commande la 2e brigade de la division du général Drouet (1er corps de la Grande Armée) en 1805. Il meurt au combat lors de la bataille d'Albuera (Espagne) en 1811.
Dans ses Mémoires, le général Louis de Bouillé écrit à son propos : « sorti des rangs des soldats, fort honnête homme et très brave de sa personne, mais accoutumé à une obéissance passive et à suivre machinalement l'impulsion immédiate qu'il recevait ».

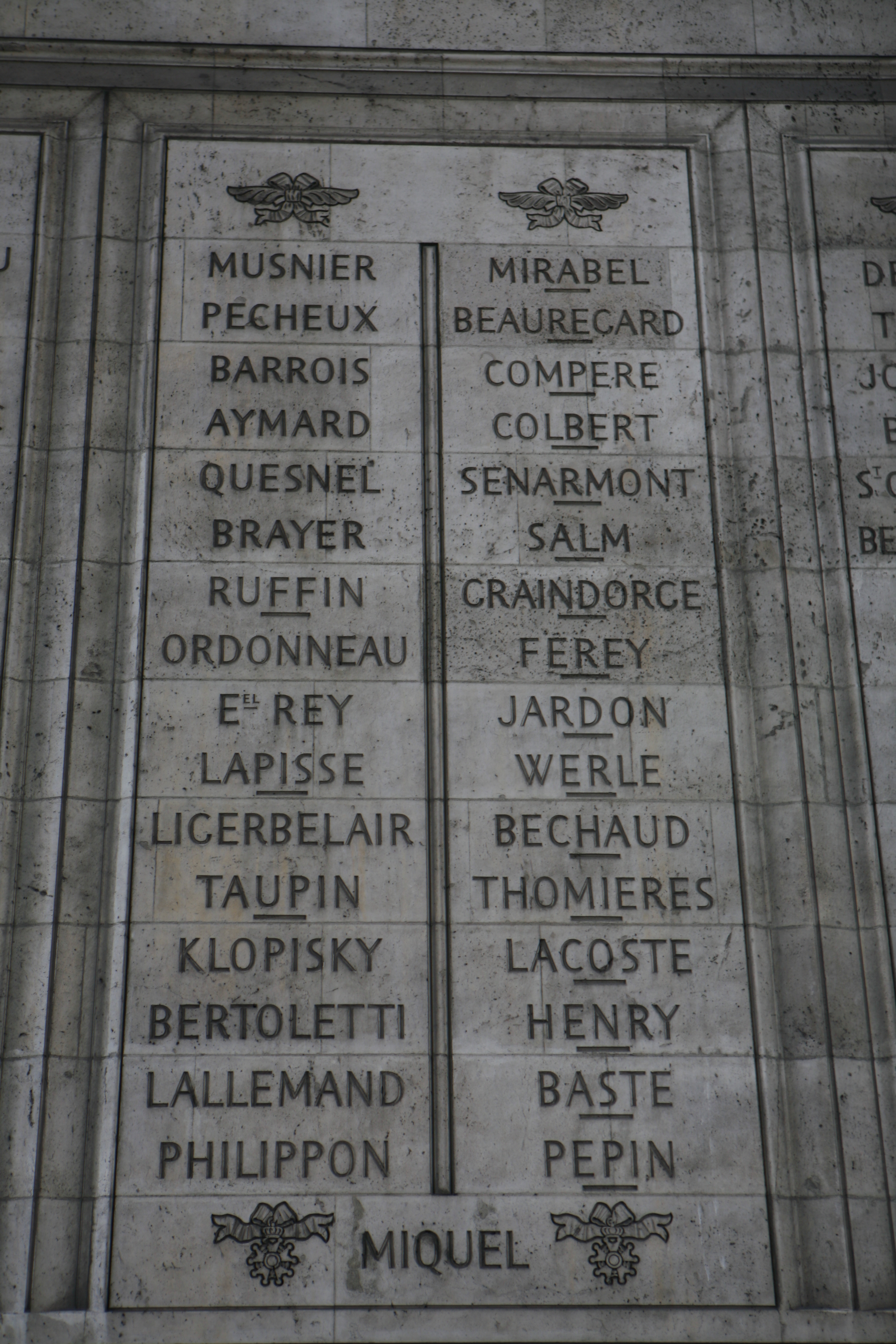
Noms gravés sous l'arc de triomphe de l'Étoile : pilier Ouest, 37e et.

## Distinctions
Il obtient deux distinctions, Commandant de la Légion d'honneur en 1804 et Baron de l'Empire en 1808.
De plus il fait partie des 660 personnalités à avoir son nom gravé sous l'arc de triomphe de l'Étoile. Il apparaît sur la 38e colonne (l’Arc indique WERLE).
La caserne Werlé, à Roanne, reçoit son nom lors de son inauguration en 1874.